# Grammont, Haute-Saône
Grammont är en kommun i departementet Haute-Saône i regionen Bourgogne-Franche-Comté i östra Frankrike. Kommunen ligger i kantonen Villersexel som tillhör arrondissementet Lure. År 2022 hade Grammont 67 invånare.

## Befolkningsutveckling
Antalet invånare i kommunen Grammont
| Referens: INSEE |